# Modern Utazók és Felfedezők Könyvtára
A Modern Utazók és Felfedezők Könyvtára egy magyar földrajzi könyvsorozat volt.

## Története
A könyvsorozatot a Lampel Róbert (Wodianer Fülöp és Fiai) Császári és Királyi Könyvkereskedése nevű kiadóvállalat, majd a Franklin-Társulat adta ki 1924 és 1931 között, szoros összefüggésben a csaknem azonos kiállítású A Magyar Földrajzi Társaság Könyvtára című könyvsorozattal. Nem ismeretes, mi volt az indoka ezen „árnyék-sorozat” megjelentetésének, mindenesetre ebbe a sorozatba kerültek a már abban az időben politikailag (szélsőjobboldali hangvétel miatt) vagy tartalmilag erősen vitatott művek. A mai gyűjtők számára fokozza a zavarokat, hogy néhány mű mind a két sorozatban megjelent.

## A sorozat kötetei
A sorozatban 1931-ig összesen 14 cím jelent meg.
- 1924 Sven Hedin: Pekingtöl Moszkváig
- 1925 Ossendowski: Állatok, emberek és istenek
- 1925 Ossendowski: Sötét kelet árnyéka
- 1925 Ossendowski: Ázsiai titkok, Ázsiai emberek
- 192? Ossendowski: Véres napok, cári rabok
- 1928 H. Carter és A.C. Mace: Tut-Ankh-Amen sírja
- 1928 Ossendowski: A sivatag népe
- 1929 Ossendowski: A Szahara lelke
- 1929 Howard Carter: Tut-Ankh-Amen koporsója és múmiája
- 193? Vay Péter: A keleti féltekén
- 193? Bokor Ervin: Menekülés a szibériai fogságból
- 193? Ossendowski: Kínai rejtelmek
- 1930 Ossendowski: Lenin I–II.
- 1930 Ossendowski: A nap rabszolgái I–II.

## Konfliktusok
1945-ben az Ideiglenes Nemzeti Kormány 530/1945. M.E. számú rendelete betiltotta Ferdynand Ossendowski lengyel író több, a sorozatban megjelent kötetét. A rendelet célja az volt, hogy a fasiszta szellemű és szovjetellenes sajtótermékeket betiltsa és megsemmisítését rendelje el. Az egyik betiltott mű Lenin címmel jelent meg két kötetben. A regényes életrajz már megjelenésekor, a 30-as években sok kritikát kapott csúsztatásai, fantazmagóriái miatt. Egy másik betiltott kötet ugyanezen író Állatok, emberek és istenek című műve volt, ami 1925-ös megjelenésekor nagy vitát váltott ki Sven Hedin és Ossendowski között. A könyv 1921-ben New Yorkban jelent meg elsőként és 1924-ig több mint 24 kiadást ért meg. Ossendowski kalandos elbeszélését adja szibériai menekülésének, leírja találkozását Roman Fjodorovics Ungern-Sternberg báróval, mongóliai orosz hadúrral. Az egyébként németbarát érzelmű Sven Hedin azzal vádolta Ossendowskit, hogy valótlanságok és földrajzi tévedések sora van a könyvben. A könyvkereskedők a „két tudós harca” címmel reklámozták Ossendowski „Állatok, emberek és istenek”, valamint Sven Hedin „Pekingtől Moszkváig” című műveit. Az egykor betiltott kötetek ritkaságuk miatt ma különösen értékesek az antik útleírások piacán.